# Irshad Manji
Irshad Manji (Uganda, 1968) es una escritora, periodista y activista lesbiana canadiense. Es la directora del Moral Courage Project en la Universidad de Nueva York. En los últimos años se ha destacado por sus posiciones críticas con el fundamentalismo islámico y las interpretaciones ortodoxas del Corán. El New York Times la ha descrito como "la peor pesadilla de Osama bin Laden". En su defensa del pensamiento crítico entendido también como derecho de interpretación religiosa, o ijtihad, Manji ha creado una red de musulmanes interesados en una reforma liberal del islam. 

## Biografía
Nació en Uganda en 1968 en una familia musulmana. Cuando Idi Amin decidió expulsar a toda la población ugandesa de origen surasiático la familia de Manji emigró a Canadá. Ella tenía cuatro años. En su libro, habla de su infancia a veces difícil. 
Se licenció en historia en la Universidad de Columbia Británica (Vancouver, Canadá) y se convirtió en la primera mujer en ciencias humanas que recibió la Medalla del Gobernador General para graduaciones en 1990.
Fue un importante apoyo en términos de la legislación en el parlamento canadiense, también eficaz como secretaria de prensa en cuestiones de género de Audrey McLaughlin, la primera mujer líder de un partido político canadiense. Fue editorialista en temas nacionales en la Ottawa Citizen, y como tal, el periodista más joven en formar parte del consejo de redacción de un diario canadiense.
De 1998 a 2001 produjo QFiles en Citytv y la emisión de Interés Público en Vision TV. También interviene a menudo en el programa de debate televisivo Friendly Fire.
Actualmente preside VERB, un canal de televisión dedicado a los jóvenes que se preguntan acerca de muchos y variados temas. Presentó la emisión de Big Ideas de TVOntario hasta la llegada de Andrew Moodie el 7 de enero de 2006. Tiene una residencia de escritora de la Universidad de Toronto.
Recibió el primer Premio Anual Chutzpah Oprah por su coraje, audacia y convicción. También recibió el premio al valor Simon Wiesenthal.
Manji ha intervenido en numerosos foros internacionales Women’s Forum Leadership Conference, la Asia-Pacific Economic Cooperation Conference on Technology, Learning and Culture et le Los Angeles Committee on Foreign Relations.
Es homosexual y considera que la condena de la homosexualidad por parte de las corrientes más duras del Islam tradicionalista contradice la tradición coránica que dice que "Dios hizo todo lo bueno que él creó. " Su compañera hasta 2008 fue la activista canadiense Michelle Douglas.
Amiga de Salman Rushdie. Ha recibido varias amenazas de muerte. Como tal, las ventanas de su apartamento están protegidos contra las balas.
Desde mayo de 2005, contribuye en el blog Huffington Post.